# Lloyd August Kasten

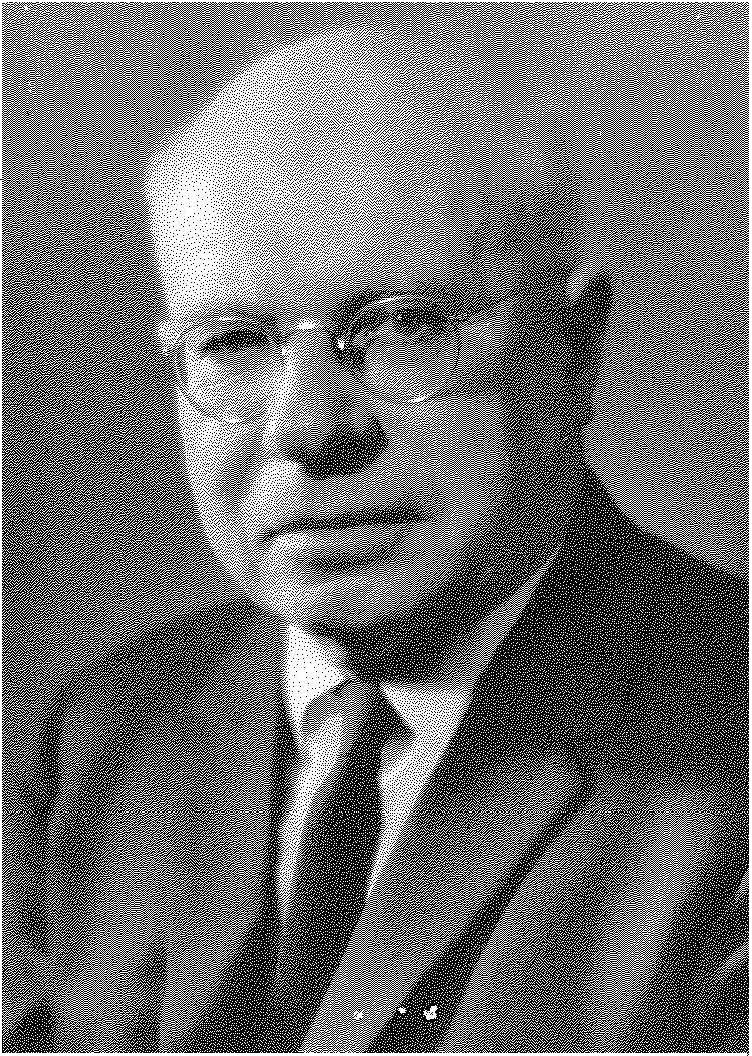
Lloyd August Kasten

Lloyd August Kasten (* 14. April 1905 in Watertown, Wisconsin; † 13. Dezember 1999) war ein US-amerikanischer Romanist, Hispanist, Lusitanist und Mediävist deutscher Abstammung.

## Leben und Werk
Lloyd August Wilhelm Kasten (dessen Muttersprache Deutsch war) studierte an der University of Wisconsin in Madison zuerst Wirtschaft und dann Spanisch (Abschluss 1927). Dann ging er an die University of Florida in Tallahassee und nach Madrid an das Centro de Estudios Históricos. Er promovierte 1931 in Madison bei Antonio García Solalinde mit der Arbeit (Hrsg.) Secreto de los secretos, translated by Juan Fernández de Heredia. An edition of the unique Aragonese manuscript with literary introduction and glossary.
Nach Solalindes frühem Tod übernahm er als Assistant Professor das von seinem Lehrer gegründete Seminary of Medieval Spanish Studies (später  Hispanic Seminary of Medieval Studies) und leitete es ein Leben lang erfolgreich. Er wurde 1942 Associate Professor, 1947 Full Professor und später  Antonio G. Solalinde Distinguished Professor of Spanish and Portuguese. 1975 wurde er emeritiert, blieb aber am Seminar tätig.
Kasten war Mitgründer der Luso-Brazilian Review. 1956 erhielt er ein Guggenheim-Stipendium. 1974 wurde er Mitglied der Academia Norteamericana de la Lengua Española (ANLE).

## Weitere Werke

### Lexikographie
- (mit Hayward Keniston, Ralph Steele Boggs und H. B. Richardson) Tentative Dictionary of Old Spanish, Chapel Hill  1946
- (mit Jean Anderson) Concordance to the "Celestina" 1499, 1976
- (mit  Florian J. Cody) Tentative Dictionary of Medieval Spanish, New York 2001
- (mit John J. Nitti) Diccionario de la prosa castellana del Rey Alfonso X, New York 2002

### Herausgebertätigkeit
- (mit Eduardo Neale-Silva)  Lecturas escogidas, New York 1934, 1945
- (mit Eduardo Neale-Silva)  Lecturas modernas, New York 1937
- (mit Eduardo Neale-Silva)  Lecturas amenas, New York 1941
- (mit Claude E. Leroy) Érico Veríssimo, Gato prêto em campo de neve, New York 1947
- Seudo-Aristóteles, Poridat de las poridades, Madrid 1957
- (mit Antonio García Solalinde und Victor Oelschläger) Alfonso X, General estoria. Segunda parte, 2 Bde., Madrid 1957–1961
- (mit Lawrence Bayard Kiddle) Alfonso X, Libro de las cruzes, Madrid 1961
- (mit Wilhelmina Jonxis-Henkemans) Text and concordance of the General estoria II. BNM MS. 10237, Madison 1993
- (mit John Nitti und Wilhelmina Jonxis-Henkemans) Electronic texts and concordances of the prose works of Alfonso X El Sabio, Madison 1997
- (mit John Nitti) The electronic texts and concordances of medieval Navarro-Aragonese manuscripts, Madison  1997
- Juan Fernández de Heredia, The Aragonese version of the Secreto Secretorum,  Madison  1999